# Albensis János
Albensis János (17. század) református prédikátor. Nevének változatai: Albensis Nagy János, Fehérvizi János, Gyulafehérvári János.
Egyike volt a Bethlen Gábor erdélyi fejedelem által külföldi egyetemekre küldött növendékeknek. Neve alapján talán Gyulafehérvárról származott. Nyomtatásban megjelent nyilvános vitája előtt mondott beszéde, amelyet a fejedelemnek ajánlott: Theses theologicae de mundi gubernatione sive dei providentia (Heidelberg, 1617), és amelyhez heidelbergi tanulótársai, Geleji Katona István, Szilvási Márton és Bojthi Gáspár írtak üdvözlő verseket. Az írást magyar nyelven Kristóf György jelentette meg 1945-ben. Szintén ő adta ki 1929-ben Albensis Heidelbergben vásárolt könyveinek jegyzékét.
További művei, amelyek a David Pareus heidelbergi teológiaprofesszor által kiadott Collegiorum theologicorum pars altera (Heidelberg, 1620) című gyűjtemény második kötetében jelentek meg:
- De monachis et perfectione monastica, 1616
- De sacramentis in genere et speciatim de baptismo, 1616
- De libero arbitrio et gratia, 1617

Hazatérése után Marosvásárhelyen lett prédikátor. Valószínűleg fiatalon hunyt el.